# 卡伦扎纳
卡伦扎纳（法語：Calenzana，法語發音：[kalɛnzana]）是法国上科西嘉省的一个市镇，属于卡尔维区。

## 地理
卡伦扎纳（42°30'29"N, 8°51'19"E）面积182.77 平方千米，位于法国上科西嘉省，该省份位于科西嘉北部，后者为地中海西部的一座岛屿，也是法国的一个单一领土集体，位于法国大陆部分的东南面，意大利半島的西面，最临近的地块是撒丁岛。
与卡伦扎纳接壤的市镇（或旧市镇、城区）包括：蒙泰格罗索、阿斯科、卡尔维、加莱里亚、奥尔米-卡佩拉、皮奥焦拉。

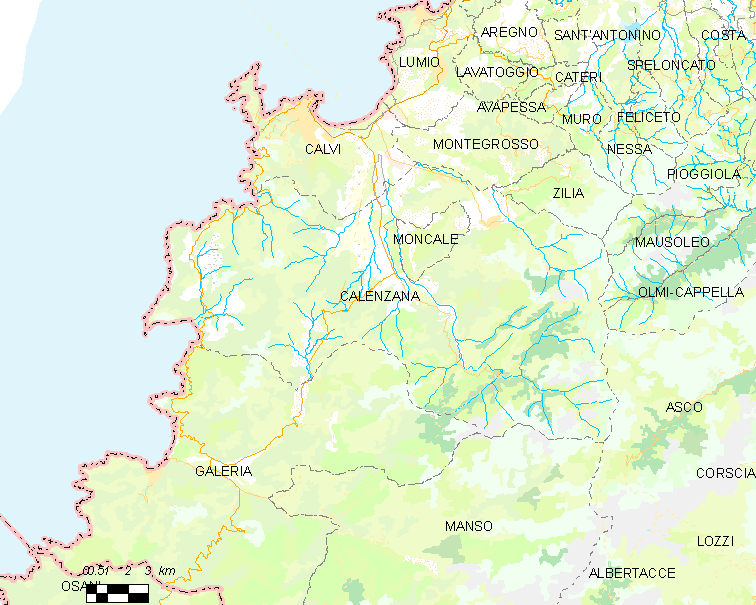
卡伦扎纳的OSM定位图

卡伦扎纳的时区为UTC+01:00、UTC+02:00（夏令时）。

## 行政
卡伦扎纳的邮政编码为20214、20260，INSEE市镇编码为2B049。

## 政治
卡伦扎纳所属的省级选区为卡尔维县。

## 人口

1962-2008年间卡伦扎纳人口变化图示

卡伦扎纳于2022年1月1日时的人口数量为2571人。